# Renée Rienties
Renée Rienties (nacida en 1993) es una dibujante e ilustradora holandesa.

## Carrera
Renée Rienties se graduó en la universidad Cibap de Zwolle, Países Bajos, en 2015, con especialización en Multimedia, pero prefirió una carrera como dibujante e ilustradora independiente. En su juventud, fue una gran fanática de los cómics manga japoneses y más tarde de los cómics estadounidenses. Como artista autodidacta, aprendió esos estilos de dibujo desde temprana edad. Profesionalmente trabaja con una tableta de dibujo digital.
En 2016 hizo su debut profesional con la tira cómica My Daily Life Comics. En 2017 se lanzó el cómic Oyasumi, una colección de tres historias de terror dibujadas por tres mangakas holandeses, entre ellos Rienties con su historia Distortia. En 2018, dibujó una historia corta para la serie Hollandsch Manga Anthology. Su historia era una mezcla de misterio, suspenso y terror.
Desde 2020, Rienties ha sido ilustradora de la serie de libros infantiles Snelle Sam, cuyos autores incluyen al presentador de televisión de Fórmula 1 holandés Olav Mol. En 2022 inició la serie de cómics-antológicos Figments of Passion, que fue financiada mediante crowdfunding. La serie reúne once relatos breves de artistas del cómic de todo el mundo. Ese mismo año recibió el encargo de dibujante de una serie de cómics infantiles en torno a la estrella del pop flamenco Camille. El primer volumen llamado Camille - Niet te stoppen! (Esp: Camille - ¡Imparable! ) se publicó en agosto de 2023.
Además de dibujante, Rienties trabaja como ilustradora en comerciales y trabajos promocionales para empresas como el programa de televisión de Fórmula 1 del canal holandés Ziggo Sport en 2019. Con su típico estilo de dibujo manga, creó las ilustraciones para una película promocional del decimoséptimo Gran Premio en el circuito de Suzuka en Japón.
También trabaja como coordinadora de manga y curadora para The Big Draw Nijmegen, que forma parte de un programa internacional de arte y educación en los Países Bajos, Japón y Corea del Sur. En 2022, fue una de los seis ilustradores del proyecto Ripple de The Big Draw. Fueron encerrados en el edificio histórico "Besiendershuis" de Nimega durante 24 horas con la tarea de crear una historia corta que advirtiera sobre los peligros de la moda rápida o que hiciera que la gente fuera consciente de tirar menos plástico a la naturaleza.

### Series
- Snelle Sam (2020-presente)
- Sisterhood, relatos breves en la parte 1 y 2 (2021-2022)
- Camille (2023-presente)